# André Dody
André Marie François Dody, né le  6 octobre 1887 à Besançon et décédé le 2 juin 1960 à Paris 17e, est un général de corps d'Armée français.
Il s'illustre particulièrement lors de la campagne d'Italie en 1944 au commandement de la  2e division d'infanterie marocaine (2e DIM) au cours de la bataille du Garigliano et du percement de la ligne Gustave.

## Famille
André Dody est le fils de Jean Baptiste Dody (1855-1901), gendarme, et de Marie Joséphine Saget (1854-1892). Il épouse le 20 décembre 1910, à Paris, Marcelle Emma Levasseur (1885-1957) avec qui il a trois enfants, Andrée (1911-1989), François (1913-1938) et France (1915-1994).

## Biographie

### Jeunesse
En 1906, il s'engage au 10e régiment d'infanterie puis entre à l'École spéciale militaire de Saint-Cyr en 1907. Il sort en 1909 et rejoint le  24e bataillon de chasseurs alpins comme sous-lieutenant. En 1913, il  est affecté comme lieutenant instructeur à Saint-Cyr.

### Première Guerre mondiale
Lors de la Première Guerre mondiale, il se bat au sein du 3e régiment de zouaves (3e RMZ) de la 37e division d'infanterie. Il est rapidement promu capitaine en octobre 1914 et fait chevalier de la Légion d'honneur le 14 novembre  1915,. Il est promu chef de bataillon en 1917 et  termine la guerre à ce grade. Au cours du conflit, il est blessé deux fois et cité sept fois,.

### Entre-deux-guerres
En 1920, il est promu officier de la Légion d'Honneur.
Il poursuit sa carrière comme instructeur à Saint-Cyr, puis à l'École supérieure de guerre. Il est notamment le professeur d'infanterie « très admiré » de  Jean de Lattre de Tassigny, futur maréchal, en 1928-1930.
Il est nommé colonel en décembre 1935 et prend le commandement du 150e régiment d'infanterie de Verdun.

### Seconde Guerre mondiale
Lorsque la Seconde Guerre mondiale éclate, il est auditeur au Centre des hautes études militaires. Peu après, en décembre 1939, alors qu'il commande l'infanterie divisionnaire de la 12e DIM, il est nommé général de brigade. Il commande ensuite  la 8e DI jusqu'à l'armistice du 22 juin 1940. Il est cité à l'ordre de l'Armée pour sa conduite au cours de la bataille de France en juin 1940.
Le 18 août 1940, il prend le commandement de la région de Meknès au Maroc.
En octobre 1941, il est promu commandeur de la Légion d’honneur puis nommé général de division 
en février 1942.
En avril 1943, il prend le commandement de la 2e division d'infanterie marocaine créée à Meknès après le débarquement anglo-américain du 8 novembre 1942. A la tête de sa division, il participe à la campagne d'Italie  (11/1943-06/1944) au sein du Corps expéditionnaire français du maréchal Juin. Le 11 mai 1944, la 2e DIM joue un rôle déterminant à la bataille du Garigliano  en ouvrant la « première brèche dans le front allemand du Garigliano »,. Elle est citée à l'ordre de l'Armée et Dody est décoré de la croix de guerre avec palme par le général De Gaulle à Rome en juin 1944.
Peu après le débarquement en Provence, il quitte en septembre 1944 la 2e DIM, reprise par le général Carpentier, et est nommé par le général de Gaulle au gouvernement militaire de Metz et commandant de la 21e région militaire (1er octobre 1944-1er juin 1946).
Il est promu général de corps d'armée le 8 mai 1945.

### Après-guerre
Le 28 décembre 1945 il est nommé inspecteur général de l'infanterie, en remplacement du général Laffargue.
Le 11 mai 1946, lors de la cérémonie qui se déroule près de Mayence  pour commémorer l'anniversaire de la percée du front d'Italie lors de bataille du Garigliano le 11 mai 1944, le Maréchal Juin lui remet la Croix de Grand Officier de la Légion d'Honneur.
André Dody prend sa retraite le 1er juin 1946.
Il meurt à Paris le 2 juin 1960.

## Décorations principales

### Décorations françaises
- Légion d'honneur : chevalier (1917), officier (1920), commandeur (1941), grand-officier (1946)[9]
- Croix de guerre 1939-1945 (3 citations)
- Croix de guerre 1914-1918 (6 citations)